# Dr. Robotnik's Mean Bean Machine
Dr. Robotnik's Mean Bean Machine es un videojuego dentro del universo Sonic lanzado por Sega en 1993. Este juego es una versión rediseñada y modificada del videojuego rompecabezas japonés Puyo Puyo (ぷよぷよ), desarrollado por la compañía Compile, orientada al público occidental.

## Historia
El Dr. Robotnik (Eggman americano) ha urdido un plan para asegurarse de que la música y la diversión desaparezca de Mobius. Para lograrlo, secuestra a los ciudadanos de Beanville y los convierte en peligrosos robots con un aparato llamado "Mean Bean-Steaming Machine". El jugador debe luchar contra Arms, Frankly, Humpty, Coconuts, Davy Sprocket, Skweel, Dynamight, Grounder, Spike, Sir F-fuzzy Logik, Dragon Breath, Scratch, y, finalmente, con el propio Robotnik, para pararle los pies una vez más y salvar el futuro de Beanville.

## Jugabilidad

### Modo Escenario
En este juego, el jugador debe agrupar 4 o más alubias (o Puyos) del mismo color, para hacer que desaparezcan y, adicionalmente, mandar alubias refugiadas al oponente. Cuantas más alubias conectes, mayor será el número lanzado al oponente. Los
jugadores también pueden hacer cadenas, lanzando varias series de alubias a la vez, y aumentando aún más el número de alubias refugiadas en el oponente.
Las alubias refugiadas no desaparecen al agruparse, como las alubias normales. Para hacer desaparecer alubias refugiadas, debes hacer un grupo de alubias de color junto a estas. Todas las alubias refugiadas circundantes al combo, desaparecerán. Quitarte alubias refugiadas no manda más alubias al oponente.
Cada jugador tiene un tablero de 6 alubias de ancho y 12 de alto, pudiendo contener 72 alubias visibles a la vez en pantalla. El juego termina cuando un jugador llena su tercera columna comenzando por la izquierda, pudiendo llenar sin problemas otras columnas.

### Modo Versus
En Dr. Robotnik's Mean Bean Machine, hasta 2 jugadores pueden jugar en el Modo Versus o en el Modo Ejercicio. En el Modo Versus, para ganar, un jugador debe derrotar al otro del mismo modo que se hace en el Modo Escenario.
Cada jugador puede elegir entre 5 modos de dificultad, numerados del 1 al 5 (de menor a mayor dificultad). En el modo de dificultad 1, caen tan sólo 4 tipos de alubias (omitiendo las azules), incluyéndose los 5 tipos en el resto de modos. Si un jugador elige los niveles 4 o 5, comenzarán con 18 o 30 alubias refugiadas, respectivamente.

### Modo Ejercicio
El Modo Ejercicio, 
es un modo en el que practicar sin el uso de alubias refugiadas. Este modo incluye los 5 modos de dificultad del Modo Versus, terminando también al llenar el tablero.
Cada vez que un jugador quita alubias, va ganando puntos, y, eventualmente, sube de nivel. La dificultad y velocidad van aumentando nivel a nivel, hasta que el jugador pierda. Para ayudarte, hay dos tipos de alubia especiales, Big Puyo y Has Bean. Al tirar un Big Puyo, las dos columnas de alubias sobre las que caiga desaparecerán. Al tirar a Has Bean, este irá avanzando por las alubias, convirtiendo todas las que toque del mismo color que la primera que haya tocado.

## Curiosidades
- Aparte del Dr. Robotnik, no hay protagonista en este juego.
- Has Bean es en realidad Carbuncle de la serie Puyo Puyo, que aparece durante las batallas animando o abucheando, así como ayudando al jugador en el Modo Ejercicio.
- El juego tiene un sistema de passwords del que el Puyo Puyo original carecía. Esto se debe a que este juego tiene una dificultad algo superior al original.
- La mayoría de las melodías de Dr. Robotnik's Mean Bean Machine eran remixes del Puyo Puyo original, creadas por Katsume Tanaka.
- Este juego no fue lanzado en Japón, debido, sobre todo, a la creciente popularidad de Puyo Puyo, estando una segunda parte en desarrollo.
- Este juego fue el primer intento de Sega of America de lanzar un spin-off para  Mega Drive. Y aunque Puyo Puyo no era una franquicia conocida hasta el momento, tuvo un relativo éxito, e introdujo a muchas personas en la saga Puyo Puyo.
- Este es el único juego con el nombre del Dr. Robotnik en portada, y uno de los pocos del universo Sonic sin el propio Sonic.
- Este es un Spin-off de Sonic the Hedgehog y podría considerarse hasta un crossover, ya que tiene el mismo motor gráfico que el propio Puyo Puyo, pero con personajes de Sonic.
- En el videojuego Sonic Mania en el segundo acto de Chemical plant el jefe de esta zona consiste en jugar una partida de este juego. y aparte se puede desbloquear el modo Mean bean el cual consiste en poder jugar una partida de dicho videojuego pero ahora puedes jugar en multijugador o elegir la dificultad del cpu.